# Rohy
Rohy är en ort i Tjeckien.   Den ligger i regionen Vysočina, i den centrala delen av landet, 140 km sydost om huvudstaden Prag. Rohy ligger 480 meter över havet och antalet invånare är 130.
Terrängen runt Rohy är platt. Runt Rohy är det ganska glesbefolkat, med 39 invånare per kvadratkilometer. Närmaste större samhälle är Třebíč, 13,5 km sydväst om Rohy. Trakten runt Rohy består till största delen av jordbruksmark.